# ジェイ・フルトン
ジェイ・フルトン（Jay Fulton、1994年4月1日 - ）は、イングランド・ボルトン出身のプロサッカー選手。スウォンジー・シティAFC所属。ポジションはMF。

## 経歴

### クラブ
2011年4月、スコットランドのフォルカークFCでプロデビュー。
2014年冬の移籍ウインドー最終日にスウォンジー・シティAFCと契約を結んだ。2014年4月のプレミアリーグ・アストン・ヴィラFC戦で途中出場し加入後初出場。シーズン終了後、働きぶりが評価され2018年6月まで契約を延長した。2016年8月のフットボールリーグカップ・ピーターバラ・ユナイテッドFC戦で加入後初得点を挙げた

## 人物
祖父、父、兄二人もサッカー選手のサッカー一族である。